# Клиф Вилијамс
Клифорд Клиф Вилијамс (енгл. Clifford 'Cliff' Williams 14. децембар 1949) је британски музичар који је члан аустралијског хард рок бенда AC/DC као њихов басиста и пратећи вокал од средине 1977. Он је започео своју професионалну музичку каријеру 1967, а претходно је био у британским групама Home и Bandit. Његов први студијски албум са AC/DC је Powerage из 1978. Бенд, укључујући Вилијамса, је уврштен у америчкој Рокенрол кући славних 2003. Вилијамсов стил свирања је познат по основним бас линијама које прате ритам гитару. Вилијамсови пројекти са стране, док је био члан AC/DC, укључују хуманитарне концерте и свирање са Emir & Frozen Camels на њиховом албуму San (2002) и европску турнеју.